# Guodekjávrre (Jokkmokks socken, Lappland, 747202-160597)
Guodekjávrre, enligt tidigare ortografi Kuotekjaure, är en sjö i Jokkmokks kommun i Lappland och ingår i Luleälvens huvudavrinningsområde. Sjön har en area på 0,742 kvadratkilometer och ligger 965 meter över havet.

## Delavrinningsområde
Guodekjávrre ingår i det delavrinningsområde (746855-160655) som SMHI kallar för Mynnar i Sitojaure. Medelhöjden är 1 132 meter över havet och ytan är 19,79 kvadratkilometer. Det finns inga avrinningsområden uppströms utan avrinningsområdet är högsta punkten. Det namnlösa vattendraget som avvattnar avrinningsområdet har biflödesordning 4, vilket innebär att vattnet flödar genom totalt 4 vattendrag (Sijddoädno, Blackälven (Smadjeädno), Lilla Luleälven, Luleälven) innan det når havet efter 312 kilometer. Avrinningsområdet består mestadels av kalfjäll (94 procent). Avrinningsområdet har 0,75 kvadratkilometer vattenytor vilket ger det en sjöprocent på 3,8 procent.